# Ruben Garfias
Ruben Garfias (Tennessee, 23 luglio 1960) è un attore statunitense di cinema e televisione.

## Carriera
Nel 2001 ha recitato nel film The Barrio Murders con Noel Guglielmi e Nena Quiroz
Come attore, Garfias ha interpretato il ruolo di Rafa nel film Ladrón que roba a ladrón con Fernando Colunga, Miguel Varoni, Gabriel Soto, Ivonne Montero e Oscar Torre.
Nel 2008 ha interpretato il presidente Klaus nel film Bruce e Lloyd - Fuori controllo.
Poi ha interpretato di nuovo il signor Suarez in La partita perfetta.
È apparso anche nel film horror Insidious 3 - L'inizio nel ruolo di Ernesto.
Ha poi partecipato a serie come The Good Doctor, The Mentalist, Criminal Minds, The Terror, Brooklyn Nine-Nine e Rosewood.
Nel 2017 è apparso come performance speciale in Grey's Anatomy stagione 14 episodio 21 come Bob.
Nel 2019 debutta come voce di Hector Casagrande su The Casagrande, una serie animata di Nickelodeon.
Nel 2021 entra nel cast del film Paradise Cove come doppiatore dello sceriffo Garcia.

## Filmografia

### Cinema
- La retata (Dragnet), regia di Tom Mankiewicz (1987)
- Giochi di potere (Patriot Games), regia di Phillip Noyce (1992)
- The Barrio Murders, regia di JoJo Henrickson (2001)
- Hunting of Man, regia di Joe Menendez (2003)
- Stesso sogno (English as a Second Language), regia di Youssef Delara (2005)
- American Blend, regia di Varun Khanna (2006)
- Itty Bitty Titty Committee, regia di Jamie Babbit (2007)
- Licenza di matrimonio (License to Wed), regia di Ken Kwapis (2007)
- Hotel Bau (Hotel for Dogs), regia di Thor Freudenthal (2007)
- Ladrón que roba a ladrón, regia di Joe Menendez (2007)
- Redrum, regia di Kenny Young (2007)
- Bruce e Lloyd - Fuori controllo (Get Smart's Bruce and Lloyd Out of Control), regia di Gil Junger (2008)
- GB: 2525, regia di Kieron Estrada e JoJo Henrickson (2009)
- La partita perfetta (The Perfect Game), regia di William Dear (2009)
- Rampart, regia di Oren Moverman (2011)
- Road to Juarez, regia di David A. Ponce de Leon (2013)
- Sequence, regia di Carles Torrens - cortometraggio (2013)
- Dos Muertos, regia di Bobby Hewitt - cortometraggio (2013)
- Insidious 3 - L'inizio (Insidious: Chapter 3), regia di Leigh Whannell (2015)
- Alma, regia di Daniel Andres Gomez Bagby - cortometraggio (2015)
- Midland, regia di Oliver Bernsen - cortometraggio (2015)
- The Mule, regia di Mike George - cortometraggio (2015)
- TECATO, regia di Ron Trejo - cortometraggio (2017)
- Obbligo o verità (Truth or Dare), regia di Jeff Wadlow (2018)
- Paradise Cove, regia di Martin Guigui (2021)
- Domino: Battle of the Bones, regia di Baron Davis, Steven V. Vasquez Jr. e Carl Reid (2021)

### Televisione
- Eclisse letale (Full Eclipse), regia di Anthony Hickox – film TV (1993)
- Shasta McNasty – serie TV, episodio 1x12 (2000)
- Kingpin – miniserie TV, episodio 1x5 (2003)
- The Shield – serie TV, episodio 3x07 (2004)
- Numb3rs – serie TV, episodio 1x06 (2005)
- West Wing - Tutti gli uomini del Presidente (The West Wing) – serie TV, episodio 6x19 (2005)
- Invasion – serie TV, episodio 1x15 (2006)
- Senza traccia (Without a Trace) – serie TV, episodio 4x18 (2006)
- Crossing Jordan – serie TV, episodio 5x20 (2006)
- Windfall – serie TV, episodio 1x07 (2006)
- Brothers & Sisters - Segreti di famiglia (Brothers & Sisters) – serie TV, episodio 1x07 (2006)
- Medium – serie TV, episodio 3x19 (2007)
- Heartland – serie TV, episodio 1x05 (2007)
- Dirt – serie TV, episodio 2x07 (2008)
- Hannah Montana – serie TV, episodio 3x06 (2009)
- Lie to Me – serie TV, episodio 1x04 (2009)
- Sons of Anarchy – serie TV, episodio 2x06 (2009)
- Big Love – serie TV, episodio 4x07 (2010)
- Nip/Tuck – serie TV, episodio 6x18 (2010)
- Passenger – serie TV, episodio 1x03 (2010)
- The Mentalist – serie TV, episodio 3x08 (2010)
- Southland – serie TV, episodio 3x01 (2011)
- The Defenders – serie TV, episodio 1x15 (2011)
- Chuck – serie TV, episodio 4x23 (2011)
- Law & Order: LA (Law & Order: Los Angeles) – serie TV, episodio 1x20 (2011)
- Pretty Little Liars – serie TV, episodi 2x08-2x09 (2011)
- Body of Proof – serie TV, episodio 2x09 (2011)
- Pericolo in classe (The Cheating Pact), regia di Doug Campbell – film TV (2013)
- Gang Related – serie TV, episodio 1x02 (2014)
- Natale on air (Naughty & Nice), regia di Sam Irvin – film TV (2014)
- And Then What Happened – serie TV (2015)
- The Last Ship – serie TV, episodio 2x04 (2015)
- The Fosters – serie TV, episodio 3x05 (2015)
- Rizzoli & Isles – serie TV, episodio 6x08 (2015)
- Criminal Minds – serie TV, episodio 11x06 (2015)
- Brooklyn Nine-Nine – serie TV, episodio 3x13 (2016)
- Heartbeat – serie TV, episodio 1x06 (2016)
- If Loving You Is Wrong – serie TV, episodio 2x20 (2016)
- Rosewood – serie TV, episodi 2x06-2x09 (2016)
- Stitchers – serie TV, episodio 3x05 (2017)
- Designated Survivor – serie TV, episodio 2x04 (2017)
- The Good Doctor – serie TV, episodio 1x06 (2017)
- East Los High – serie TV, 14 episodi (2015-2017)
- Grey's Anatomy – serie TV, episodio 14x21 (2018)
- The Terror – serie TV, episodi 2x05-2x07 (2019)
- S.W.A.T. – serie TV, episodio 3x08 (2019)
- Flipped – serie TV, episodio 1x08 (2020)
- Carcerem – serie TV, episodio 1x01 (2020)

## Doppiatori italiani
Nelle versioni in italiano dei suoi lavori, Ruben Garfias è stato doppiato da:
- Ambrogio Colombo in Body of Proof, The Last Ship
- Roberto Draghetti in The Shield
- Luca Dal Fabbro in Licenza di matrimonio
- Mario Brusa in Nip/Tuck
- Carlo Valli in Criminal Minds
- Mauro Magliozzi in Grey's Anatomy
- Antonio Palumbo in The Good Doctor
- Paolo Marchese in S.W.A.T.